# Manuel Piar
Manuel Carlos María Francisco Piar Gómez, né à Willemstad, Curaçao le 28 avril 1774 et mort fusillé à Angostura del Orinoco le 16 octobre 1817, est un militaire vénézuélien d'origine curacienne, combattant patriote au cours de la guerre d'indépendance du Venezuela.